# Divisiones Regionales de la Región de Murcia 1965-66
Las divisiones regionales de fútbol son las categorías de competición futbolística de más bajo nivel en España, en las que participan deportistas aficionados, no profesionales. En las provincias de Murcia, Albacete y Alicante su administración corre a cargo de la Federación Regional Murciana de Clubes de Fútbol. Inmediatamente por encima de estas categorías estaba la Tercera División española.
En la temporada 1965-1966 las divisiones regionales se componen tan solo de Primera Regional.
Los dos primeros clasificados de Primera Regional ascienden a Tercera División.

## Primera Regional

### Clasificación
|  |     | Equipos de fútbol     | PJ | G  | E | P  | GF | GC  | Dif  | Pts |
|  | --- | --------------------- | -- | -- | - | -- | -- | --- | ---- | --- |
|  | 1.  | Benidorm CF           | 26 | 22 | 2 | 2  | 83 | 15  | +68  | 46  |
|  | 2.  | Yeclano CF            | 26 | 15 | 6 | 5  | 73 | 39  | +34  | 36  |
|  | 3.  | Alfombras Imperial CF | 26 | 14 | 7 | 5  | 62 | 27  | +35  | 35  |
|  | 4.  | SD Villajoyosa        | 26 | 14 | 5 | 7  | 65 | 37  | +28  | 33  |
|  | 5.  | Olímpico Juvenil      | 26 | 14 | 3 | 9  | 58 | 37  | +21  | 31  |
|  | 6.  | Villena UD            | 26 | 12 | 6 | 8  | 39 | 40  | -1   | 30  |
|  | 7.  | CD Tobarra            | 26 | 13 | 3 | 10 | 50 | 51  | -1   | 29  |
|  | 8.  | CD La Unión           | 26 | 13 | 3 | 10 | 54 | 38  | +16  | 29  |
|  | 9.  | Jijona CF             | 26 | 8  | 9 | 9  | 51 | 44  | +7   | 25  |
|  | 10. | Monóvar CD            | 26 | 11 | 3 | 12 | 41 | 45  | -4   | 25  |
|  | 11. | UD Altea              | 26 | 10 | 2 | 14 | 57 | 55  | +2   | 22  |
|  | 12. | Villena CF            | 26 | 4  | 4 | 18 | 28 | 68  | -40  | 12  |
|  | 13. | SD Almansa            | 26 | 3  | 3 | 20 | 26 | 89  | -63  | 9   |
|  | 14. | UD Jumilla            | 26 | 1  | 0 | 25 | 22 | 124 | -102 | 2   |

Pts = Puntos; PJ = Partidos Jugados; G = Partidos Ganados; E = Partidos Empatados; P = Partidos Perdidos; GF = Goles Anotados; GC = Goles Recibidos
|  | Asciende a Tercera División |